# Metopidiothrix gressetti
Metopidiothrix gressetti är en mångfotingart som beskrevs av Shear 2002. Metopidiothrix gressetti ingår i släktet Metopidiothrix och familjen Metopidiotrichidae. Inga underarter finns listade i Catalogue of Life.